# Leplja
La Leplja (in russo Лепля?) è un fiume della Russia siberiana occidentale, affluente di destra della Severnaja Sos'va (bacino idrografico dell'Ob'). Scorre nel distretto della città di Ivdel' (Ивдельский городской округ), dell'Oblast' di Sverdlovsk e nel Berëzovskij rajon del Circondario autonomo degli Chanty-Mansi-Jugra.
Il fiume proviene dall'estremo nord del distretto della città di Ivdel' e scorre poi in direzione prevalentemente nord-orientale nel distretto Berëzovskij (Chantia-Mansia). Sfocia nella Severnaja Sos'va a 675 km dalla foce. La lunghezza del fiume è di 169 km, il bacino imbrifero è di 2 060 km².